# Achada Mitra
Achada Mitra es una localidad caboverdiana del municipio de São Domingos.

## Geografía
La localidad está situada en la isla Santiago.

## Organización territorial
La localidad abarca los lugares y barrios de:
- Achada Vassoura
- Barnabé
- Cancelo Mitra
- Fabrica
- Figueira Portugal
- Mato Serrado
- Mitra